# Breitenbach (Gemeinde Kainach bei Voitsberg)
Breitenbach ist eine Ortschaft sowie eine Streusiedlung in der Weststeiermark in der Gemeinde Kainach bei Voitsberg im Bezirk Voitsberg, Steiermark.

## Ortsname und Geografie
Der Namensteil Breiten- leitet sich vom mittelhochdeutschen breit für weit ausgedehnt oder breit ab. Der Ortsname bedeutet so viel wie Siedlung am breiten Bach.
Breitenbach liegt im westlichen Teil der Gemeinde Kainach bei Voitsberg, nordwestlich des Hauptortes Kainach bei Voitsberg, im westlichen Teil der Katastralgemeinde Kainach, auf einer Anhöhe zwischen dem Oswaldgrabenbach im Norden und dem Freisingbach im Süden.

## Geschichte
Das Gebiet des heutigen Ortschaft war im Hochmittelalter ein Rodungsgebiet mit Einzelhöfen und Einödfluren. Die erste urkundliche Erwähnung des Ortes erfolgte 1390 als im Praitnpach. Weitere Nennungen folgten 1426 als Praytenpach in der Gaistal, um 1470 im Reiner Judenbuch als Praittenpach sowie schließlich 1882 als Breitenbach.
Die Einwohner von Breitenbach gehörten im Mittelalter zur Grundherrschaft des Stiftes Rein. Dem Stift folgten die Herrschaften Kleinkainach mit dem Amt in Oberdorf, Obervoitsberg mit dem Amt in Tregist sowie Großlobming mit einem Vogteiamt als Grundherren nach. Breitenbach gehörte zum Werbbezirk der Herrschaft Piber. Im Jahr 1646 wird das Gasthaus Weber Hoffstat, so Taffernrecht an der Mündung des Breitenbaches in den Oswaldgrabenbach erwähnt. Für das Jahr 1822 sind eine Mautmühle sowie eine Säge für den Ort belegt. In der Zeit um 1840 wurden von Breitenbach pro Jahr mehrere tausend Fass an Holzkohle an das Sensenwerk in Kainach geliefert.
Ab dem Jahr 1929 gab es Pläne für den Bau einer Verbindungsstraße zwischen Kainach bei Voitsberg und Rachau sowie Knittelfeld, welche kürzer gewesen wäre als der Weg über das Gaberl und durch Breitenbach führen hätte sollen. Mit dem Bau der Straße wurde 1936 begonnen, er wurde aber nie abgeschlossen. Breitenbach wurde 1952 elektrifiziert, nachdem im Jahr zuvor bereits die dafür notwendigen Trafostationen errichtet worden waren.

## Wirtschaft und Infrastruktur
Breitenbach ist landwirtschaftlich geprägt, wobei vor allem die Forstwirtschaft eine große Rolle spielt. Die Grünlandwirtschaft sowie die Viehzucht spielen nur eine untergeordnete Rolle. Im 19. Jahrhundert wurde in Breitenbach Holzkohle für das Sensenwerk in Kainach produziert. Zur selben Zeit gab es eine Mühle sowie eine Säge im Ort.
Die Kinder des Ortes besuchen die Volksschule in Kainach bei Voitsberg.

## Bauwerke
In der Ortschaft gibt es einige Bildstöcke. Das Ullikreuz ist ein Pfeilerbildstock an der Verbindungsstraße zum Kainach-Eckwirt und hat eine von Franz Weiss geschaffene Nischengestaltung mit Darstellungen der Heiligen Dreifaltigkeit, Donatus, Florian sowie Georg. Angeblich sollen an der Stelle des heutigen Bildstockes neun Juden begraben worden sein. Das Grafenkreuz ist ein Pfeilerbildstock nördlich der Verbindungsstraße zum Kainach-Eckwirt aus dem Beginn des 18. Jahrhunderts und soll anlässlich eines Erdbebens an einer Stelle errichtet worden sein, wo die Erde nicht bebte. Es beherbergte ursprünglich einen geschnitzten Christusfigur, welche jedoch gestohlen wurde. Das Klementkreuz ist ein Kapellenbildstock am Verbindungsweg zwischen Oswaldgraben und Breitenbach und stammt wahrscheinlich aus dem 19. Jahrhundert. Das Weißkreuz, ein weiterer Pfeilerbildstock wurde entweder im 17. oder 18. Jahrhundert errichtet und beherbergte ursprünglich eine hölzerne Pietà.